# Església de Sant Miquel (Múnic)
L'església de Sant Miquel de Múnic és una església jesuïta de Múnic, al sud d'Alemanya. És l'església renaixentista més gran del nord del Alps. Va ser construïda per als jesuïtes (entre el 1585 i el 1597) per Guillem V de Baviera (1579-1597), com a centre espiritual de la Contrareforma. El seu estil expressa bé la transició del Renaixement al Barroc i va tenir una gran influència sobre l'arquitectura del primer Barroc al sud d'Alemanya.

## Història i arquitectura

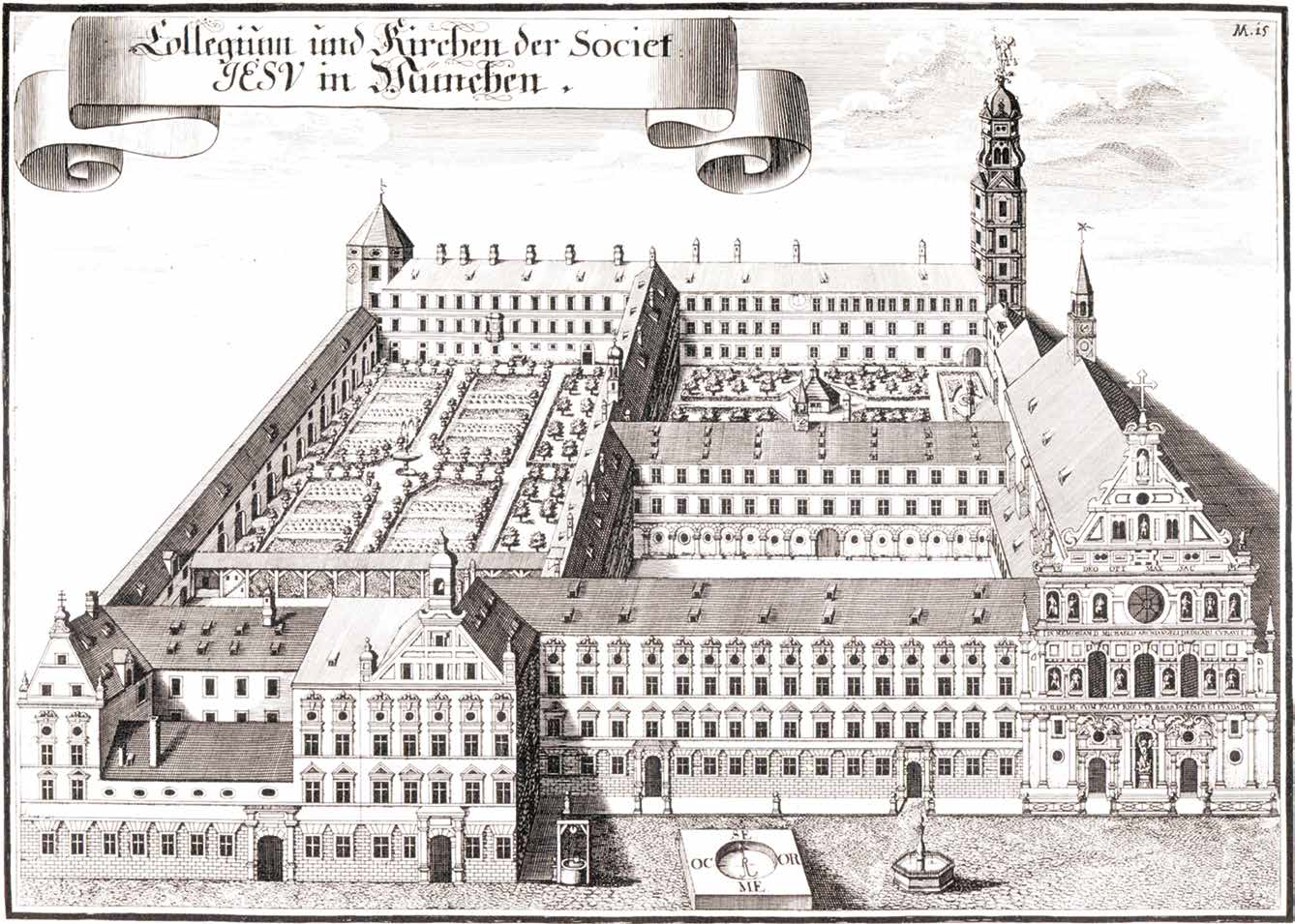
Sant Miquel, circa 1700 (gravat de Michael Wening)

El temple es va erigir en dues etapes. A la primera (1583-1588), es va aixecar segons el model de l'església del Gesù de Roma amb una volta de canó, obra d'un arquitecte desconegut. Aquesta volta era la més gran del món després de la de Sant Pere del Vaticà a Roma, amb més de 20 metres. Acabada l'església, es va dubtar de l'estabilitat de la volta. No obstant això, va ser la torre la que es va enfonsar el 1590, i va destruir el cor recentment acabat. El duc Guillem V s'ho va prendre com un mal presagi i va planejar edificar una església encara més gran. Per això, en una segona etapa constructiva que acabaria el 1597, Friedrich Sustris va aixecar sobre la nau que havia quedat un nou cor i un transsepte que no havien estat projectats en el pla original.
La façana, de grans dimensions, conté estàtues de membres de la dinastia Wittelsbach. La gran estàtua de bronze de Hubert Gerhard que hi ha entre les dues entrades mostra l'Arcàngel Miquel lluitant per la Fe i matant el Diable en forma de drac.
El retaule major té una pintura de Christoph Schwarz de l'arcàngel derrotant els àngels caiguts. L'interior alberga la tomba d'Eugène de Beauharnais, erigida pel gran escultor Bertel Thorvaldsen el 1830. Eugène va ser fill de Josefina de Beauharnais, primera dona de Napoleó, i del seu primer marit el general Alexandre de Beauharnais. Es va casar amb una filla del rei Maximilià I de Baviera el 1806 i va ser nomenat Duc de Leuchtenberg el 1817. Al transsepte, a la dreta, hi ha una creu de Giovanni da Bologna.

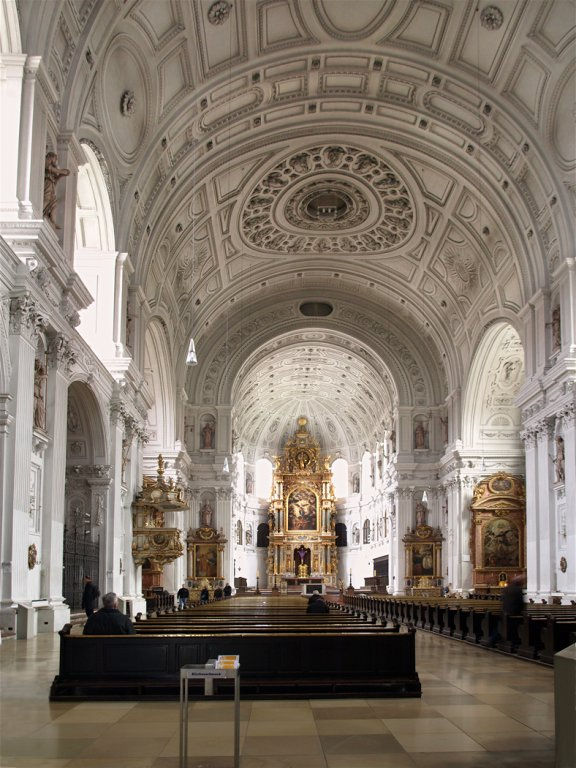
L'interior de l'església.

Durant la Segona Guerra Mundial va patir danys i va ser restaurada el 1946-1948. Finalment, entre 1980 i 1983, els relleus d'estuc de la nau van ser restaurats.

## Tombes

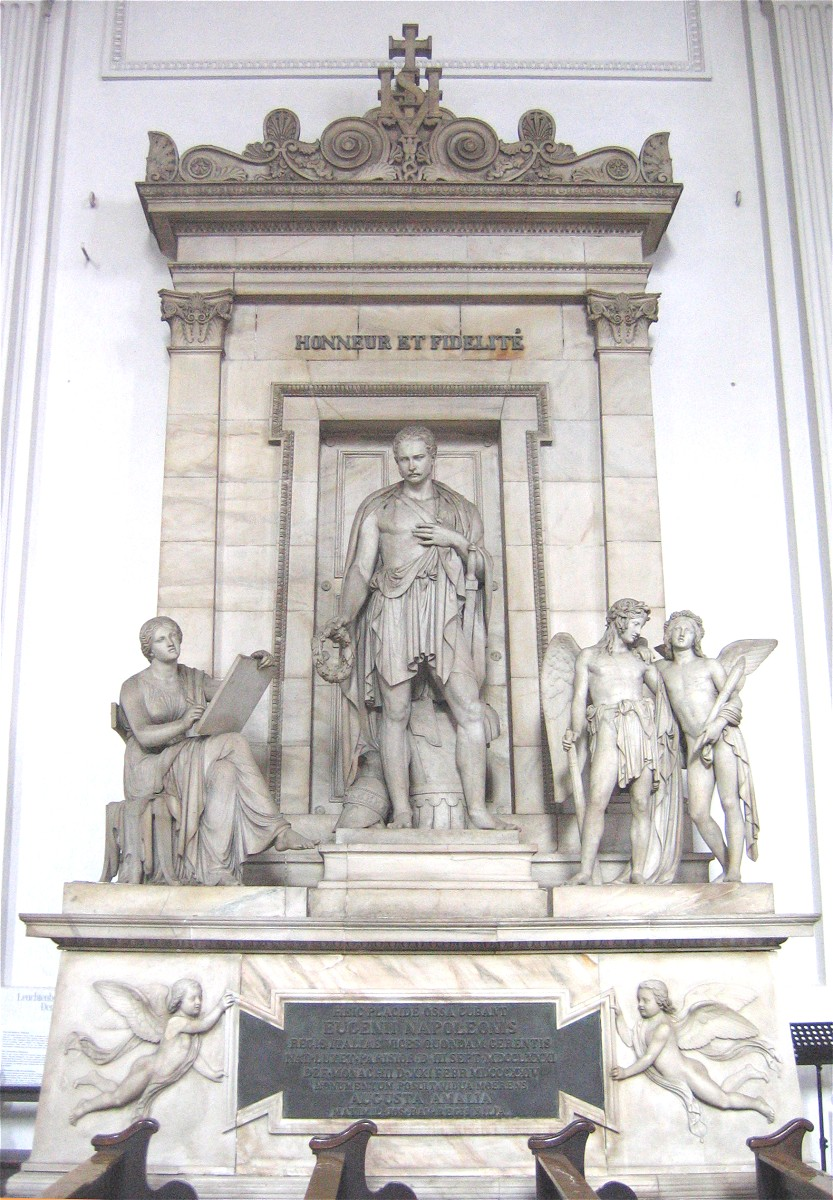
Monument a Eugène de Beauharnais, per Bertel Thorwaldsen.

La cripta alberga entre d'altres les tombes d'alguns membres de la dinastia Wittelsbach:
- Guillem V de Baviera (1579-1597)
- Maximilià I, duc i elector de Baviera (1597-1623)
- Rei Lluís II de Baviera (1864-1886)
- Rei Otó I de Baviera (1886-1913)
- Lluís Ferran de Baviera (1859-1949), la seva muller l'infanta Maria de la Pau de Borbó (1862-1946), filla d'Isabel II d'Espanya, i la filla menor d'ambdós, Pilar de Baviera i Borbó.

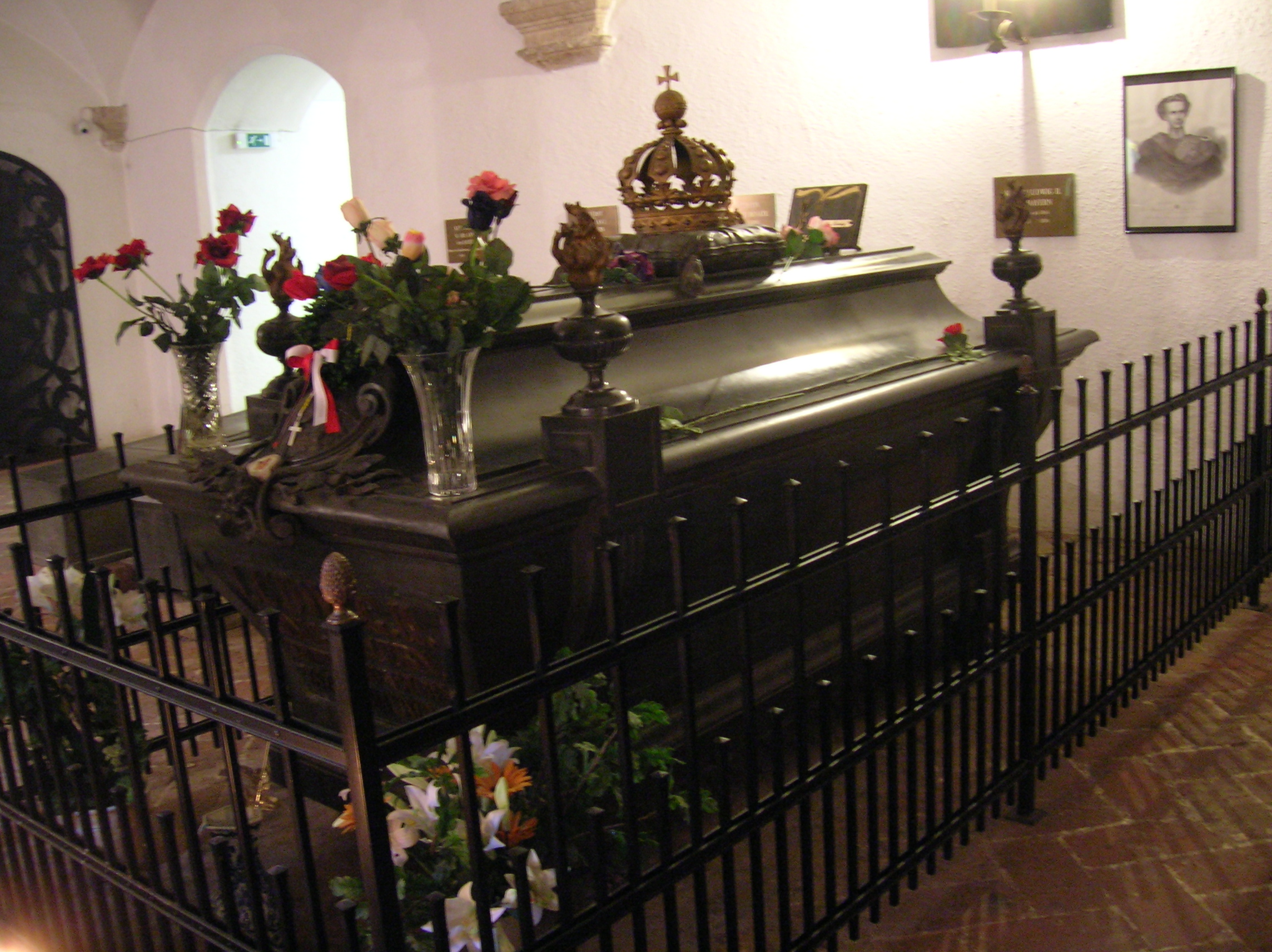
Tomba del rei Ludwig II.